# Metrosideros robusta
Metrosideros robusta är en myrtenväxtart som beskrevs av Allan Cunningham. Metrosideros robusta ingår i släktet Metrosideros och familjen myrtenväxter. Inga underarter finns listade i Catalogue of Life.

## Bildgalleri

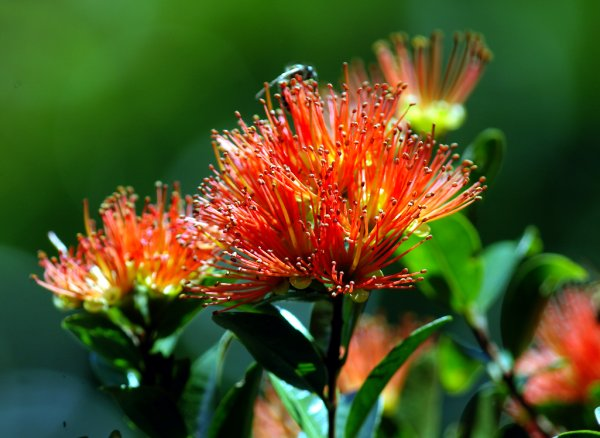
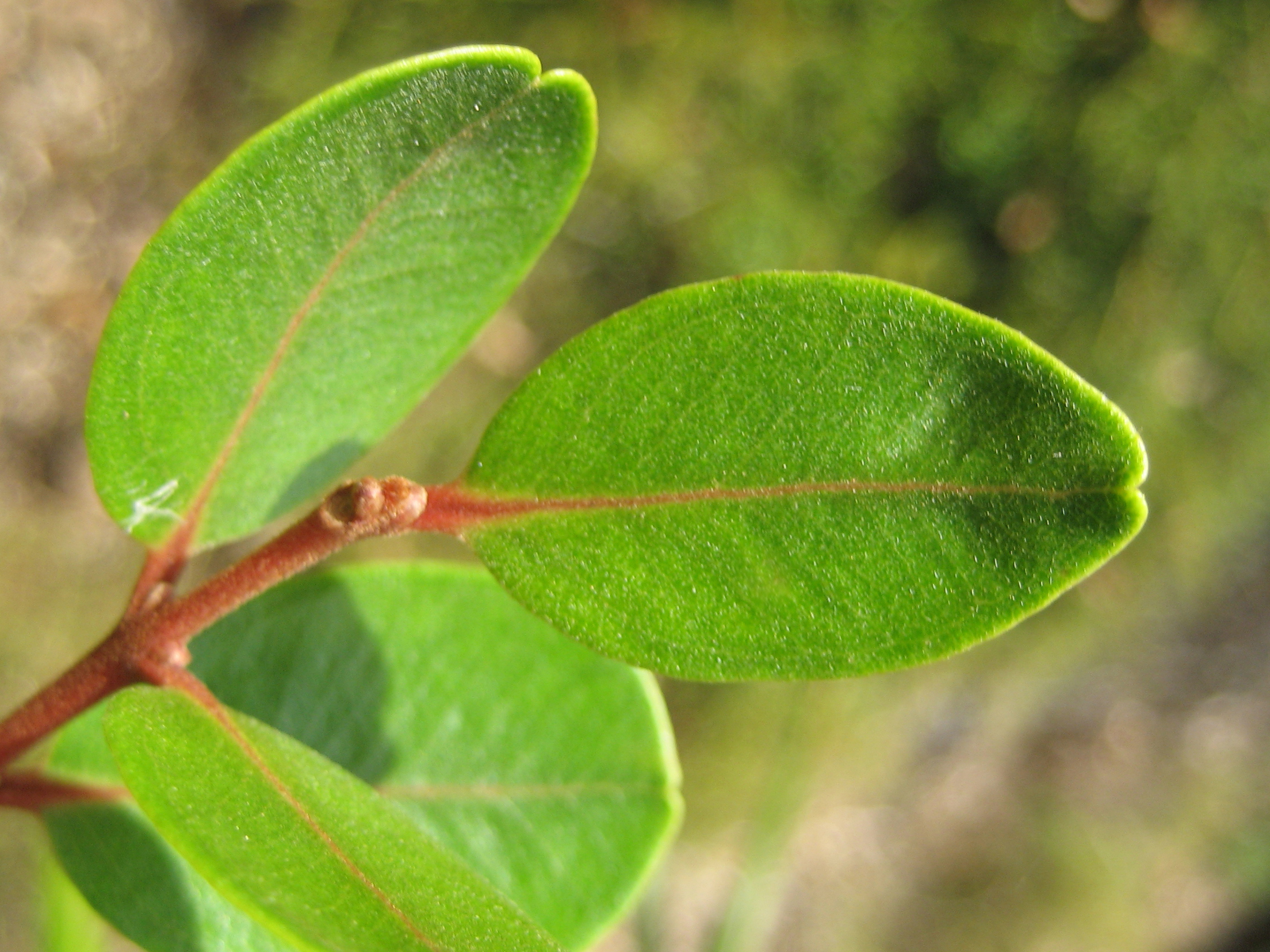
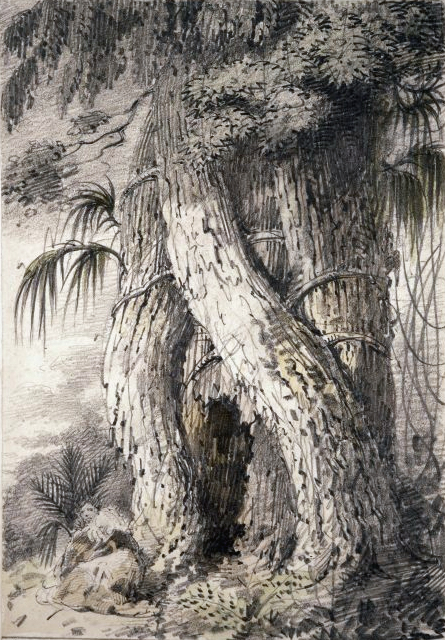
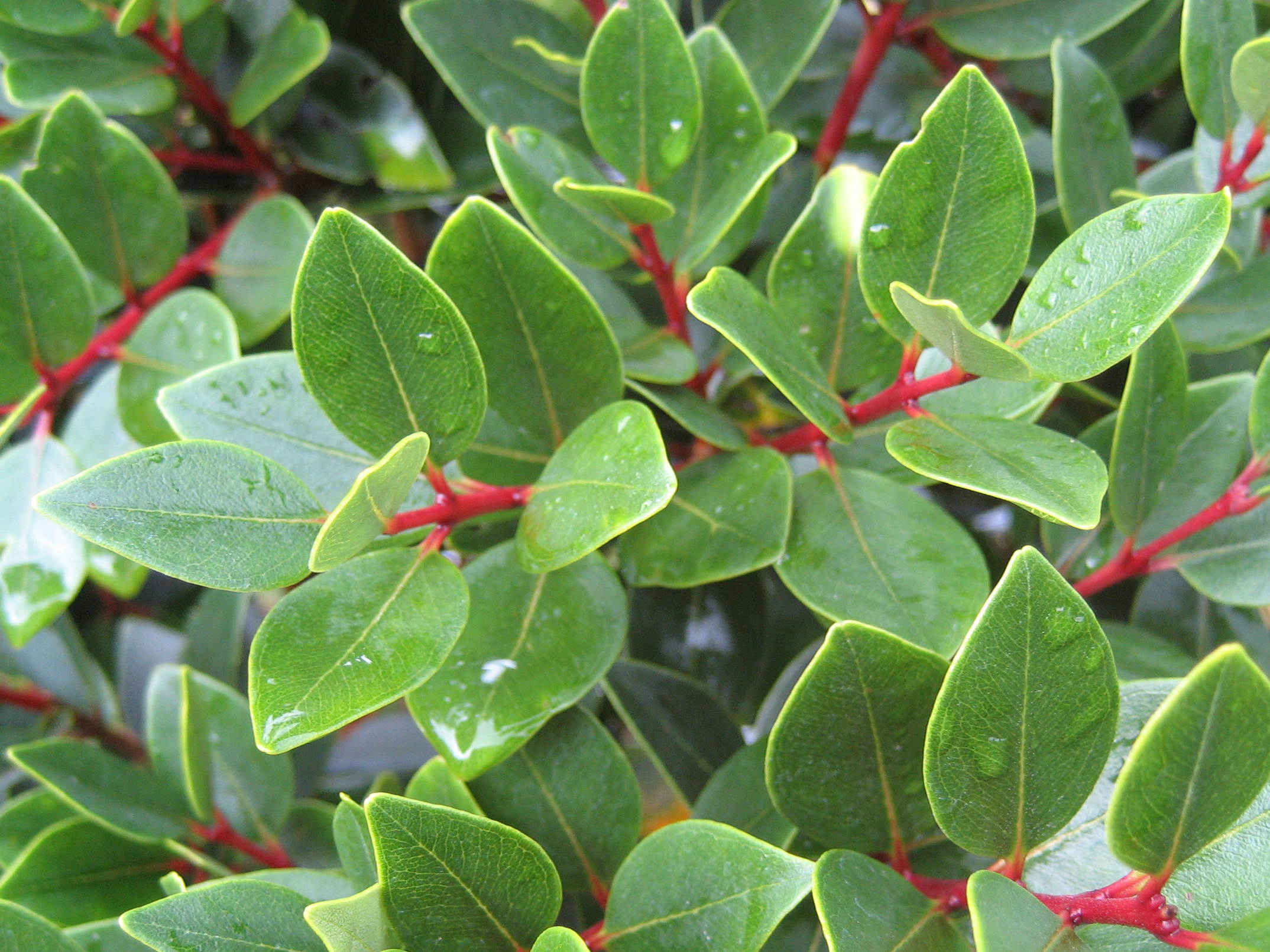
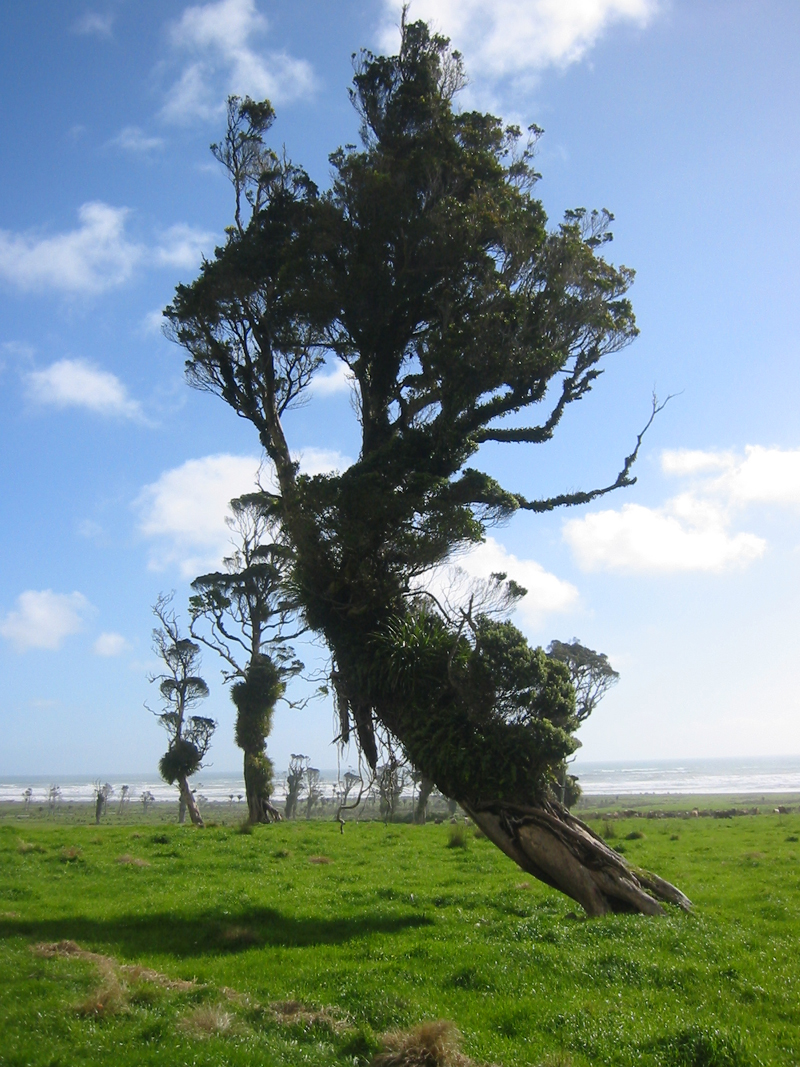
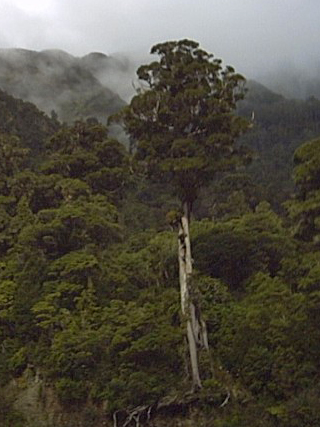